# Belmont Bruins

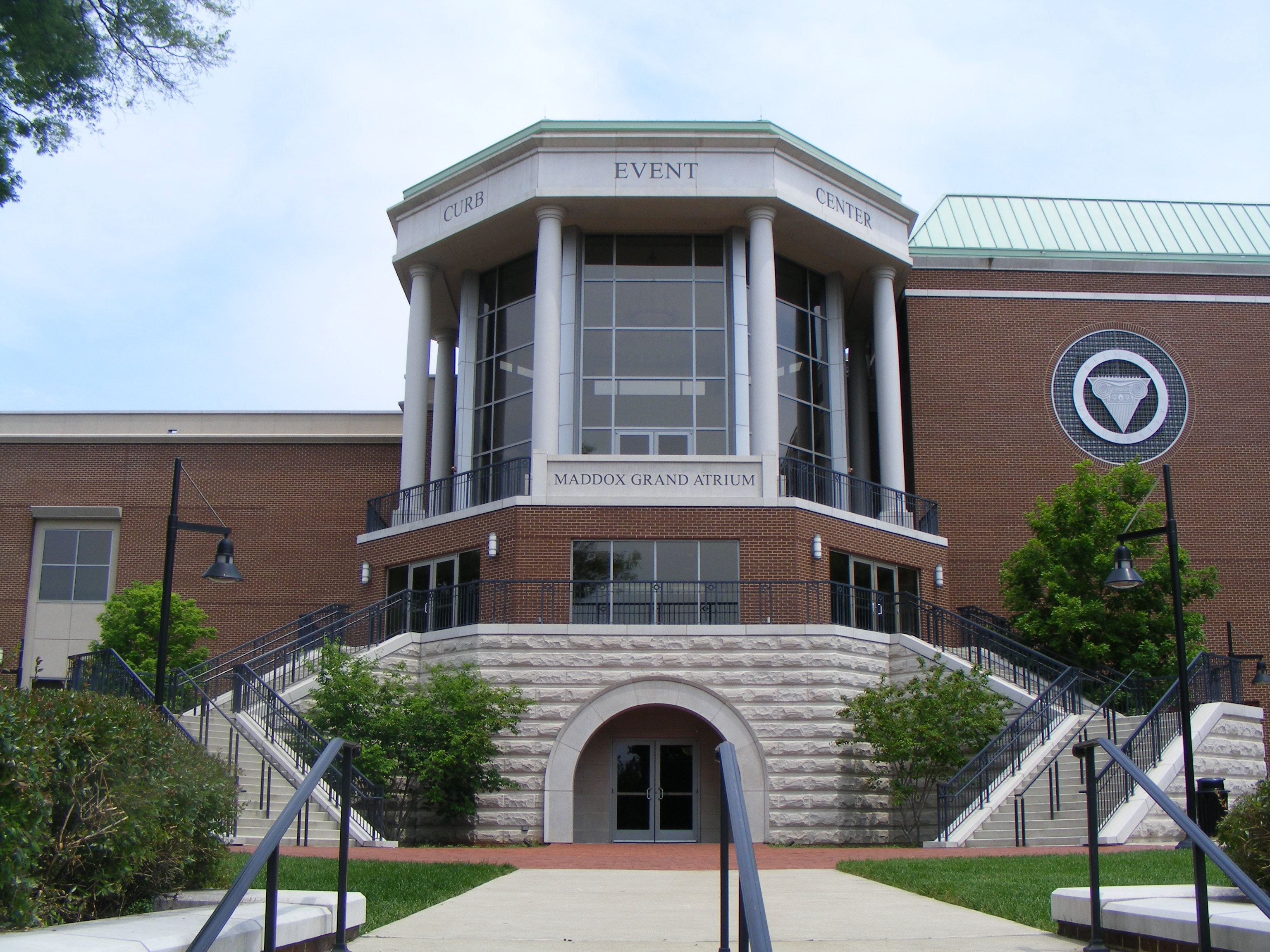
Curb Event Center.

Belmont Bruins (español: osos pardos de Belmont) es el equipo deportivo de la Universidad Belmont, situada en Nashville, Tennessee. Los equipos de los Bruins participan en las competiciones universitarias organizadas por la NCAA, y forman parte de la Missouri Valley Conference, salvo el equipo de tenis masculino, que forma parte de la Horizon League.

## Apodo
El apodo y la mascota de la universidad tiene un origen reciente, de mediados de los años 90, viniendo a sustituir a la anterior, Rebels, debido a su asociación con los Estados Confederados de América.

## Programa deportivo
Los Bruins participan en las siguientes modalidades deportivas:
| - Masculino - Béisbol - Baloncesto - Cross - Fútbol - Tenis - Golf - Atletismo | - Femenino - Baloncesto - Cross - Golf - Tenis - Fútbol - Sóftbol - Voleibol - Atletismo |

### Baloncesto
El equipo de los Bruins de baloncesto se ha clasificado en dos ocasiones para el Torneo de la NCAA, en los años 2006 y 2007, cayendo ambas veces en primera ronda. También han conseguido dos títulos de la ASUN Conference, y uno título de la Ohio Valley Conference. Tiene una tradicional rivalidad con la Universidad de Lipscomb, disputando cada año ante ellos un partido denominado la Batalla del Boulevard.